# Nilipää
Nilipää är en kulle i Finland.   Den ligger i den ekonomiska regionen  Fjäll-Lappland  och landskapet Lappland, i den norra delen av landet, 800 km norr om huvudstaden Helsingfors. Toppen på Nilipää är 321 meter över havet, eller 57 meter över den omgivande terrängen. Bredden vid basen är 3,0 km.
Terrängen runt Nilipää är huvudsakligen platt.  Trakten runt Nilipää är nära nog obefolkad, med mindre än två invånare per kvadratkilometer. Det finns inga samhällen i närheten. 